# Rio Breaza (Moldova)
O Rio Breaza é um rio da Romênia afluente do Rio Moldova, localizado no distrito de Suceava.